# Wolwis
Wolwis (gr. Δήμος Βόλβης, Dimos Wolwis) – gmina w Grecji, w administracji zdecentralizowanej Macedonia-Tracja, w regionie Macedonia Środkowa, w jednostce regionalnej Saloniki. W 2011 roku liczyła 23 478 mieszkańców. Powstała 1 stycznia 2011 roku w wyniku połączenia dotychczasowych gmin: Ajos Jeorjos, Maditos, Aretusa, Apolonia, Rendina i Egnatia. Siedzibą gminy jest Stawros.